# Heřmanův Městec
Heřmanův Městec (niem. Hermannstadt) − miasto w Czechach, w kraju pardubickim. Według danych z 31 grudnia 2003 powierzchnia miasta wynosiła 1434 ha, a liczba jego mieszkańców 4841 osób.

## Demografia
| Rok             | 1970  | 1980  | 1991  | 2001  | 2003  | 2006  | 2014  |
| --------------- | ----- | ----- | ----- | ----- | ----- | ----- | ----- |
| Liczba ludności | 4 312 | 5 003 | 5 046 | 4 885 | 4 841 | 4 995 | 4 822 |

Źródło: Czeski Urząd Statystyczny
W tutejszym zamku zmarł Johann von Sporck (1600−1679), niemiecki generał w służbie cesarskiej, jeden z wybitniejszych dowódców wojskowych XVII w.